# 隈西広域農道
隈西広域農道（くまにしこういきのうどう）は、宮城県伊具郡丸森町から宮城県柴田郡柴田町に至る広域農道。

## 概要
阿武隈川の西部を通る広域道路。「阿武隈川の西部」＝「隈西」の名称であり、隈西は角田市の地域名としても使われている。広域農道を明記した看板・案内標識は存在しないが、農地整備事業（ほ場整備事業および土地改良総合整備事業）の看板が設置され、周辺地区と共に道路整備された。

## 路線概要
- 起点：宮城県伊具郡丸森町舘矢間山田（交差点＝国道349号交点）
- 終点：宮城県柴田郡柴田町町船岡中央（町道交点）
- 陸上距離: 15.5km

## 通過する自治体
- 宮城県
  - 伊具郡丸森町 - 角田市 - 柴田郡柴田町

## 交差・接続している道路
- 国道349号(伊具郡丸森町)
- 宮城県道105号越河角田線(角田市)
- 国道113号(角田市)
- 仙南東部広域農道蔵王さくらロード(角田市)
- 宮城県道14号亘理大河原川崎線(角田市)

始点分岐後、国道349号の西を並走する。また始点から間もなく阿武隈急行線と交差し、こちらも西を並走する。

## 沿線の主な施設
- 角田宇宙センター
- 阿武隈急行線 丸森駅